# Endamarariek
Endamarariek è una circoscrizione rurale (rural ward) della Tanzania situata nel distretto di Karatu, regione di Arusha. Conta una popolazione di 24 996 abitanti (censimento 2012).